# Luteoskyrine
Luteoskyrine is een mycotoxine dat geproduceerd wordt door de schimmelsoort Penicillium islandicum. Deze schimmels komen voor in rijst. Luteoskyrine, dat tot de categorie van de antrachinonen behoort, is lichtjes carcinogeen en is hepatotoxisch.